# Tigris! Tigris!
A Tigris! Tigris! (The Stars My Destination) Alfred Bester 1956-ban írt tudományos-fantasztikus regénye. Ezen kívül a Célom a csillagok címen, valamint más címek alatt is kiadták. Alfred Bester legjobb művének tartják, az eddig írt sci-fi regények egyik legjobbikának.[forrás?]
Címe a könyv első oldalán található versből ered, amely William Blake A tigris c. költeménye.

## Cselekmény
|  | Alább a cselekmény részletei következnek! |

A cselekmény a 25. században kezdődik. A Naprendszer minden lakható világa benépesült. A három belső bolygón (Föld, Mars, Vénusz), valamint nyolc holdon tizenegymilliárd ember él. A 24. század elején felfedezték a teleportálást („jauntolást”), melyet bárki megtehetett csupán akaratból. Ezt követően az emberi társadalom lényegesen megváltozott, majdnem az összes kommunikációs eszköz elavult, valamint az emberek ritkán éltek egy helyen, állandóan mozogtak egyik helyről a másikra. A jauntolás következtében felborult a gazdasági rendszer, mely végül a belső bolygók és a külső holdak közötti háborúhoz vezetett.
A jauntolás feltétele, hogy a célhely koordinátáit ismerjük. Ha a célhelyen valami tárgy található (fal, szikla, stb.) a jauntoló "beleteleportál" ebbe a tárgyba és meghal. Ettől függetlenül a jauntolás kizárólag a Földön (a bolygókon, holdakon) lehetséges, tehát a Földről egy másik bolygóra (holdra) nem, hiába ismerjük a koordinátákat.
Gulliver Foyle, a Nomád űrhajó segédmechanikusa, a hajóját érő támadás egyetlen túlélője. 170 napot töltött már a roncsban, várva, hogy valaki megmentse. Mikor végre megjelenik a Vorga, majd szándékosan elmegy mellette, Gully eldönti, hogy nem fog megállni, míg bosszút nem áll rajta. Ez a düh valami olyan erőt indít be benne, aminek a hatására ő, elsőként (nem is tudva róla) "bolygóközi" jauntolást hajt végre, így azonnal az egész világ őt kezdi üldözni. Mind a földiek, mind pedig a Földdel háborúban álló külső rendszerek.
|  | Itt a vége a cselekmény részletezésének! |

## Tudományos-fantasztikus eszközök
A regényben két fontos technológia létezik. Az egyik a „jauntolás”, egy jelenség melyet egy Jaunte nevű tudósról neveztek el. A jauntolás egy pillanat alatt teleportálja az ember testét (valamint bármit, amit visel vagy hord magával) egyik helyről a másikra. Az ember nagy távolságokat tehet meg csupán rágondolva. Ez a tehetség – melyre majdnem bárki képes – okozza a gazdasági rendszer felborulását, mely háborúhoz vezet a Naprendszerben. Azonban a jauntolás más következményekhez is vezetett. A felsőbb osztályú nők el vannak zárva jaunt-álló szobákba, a „saját védelmükre”. A házakat labirintus-rendszerrel veszik körül, mivel az ismert "helyeken" lévő falak többé nem védőképesek. A labirintus a garanciája, hogy senki nem tud egy ilyen védett helyre beteleportálni, ha egyszer nem tudja, hogy az "üres"-e vagy sem.
A börtönrabokat földalatti barlangokba helyezik ahol teljes sötétségben élnek.
A másik technológia az úgynevezett „PyrE”, egy olyannyira erős robbanószer, amely képes megsemmisíteni az egész Naprendszert. A robbanószernek mégsem az ereje a döbbenetes, hanem az, hogy gondolati úton lehetséges a fölrobbantása, bárhol is van, akár egy másik bolygón vagy holdon.

## Kritikai reakció
A könyvről különbözően vélekedtek a kritikusok. A nagyra becsült sci-fi-író és kritikus, Damon Knight szerint a regény „rossz, következetlen, alaptalan és tele van ténybeli tévedésekkel”, viszont a könyv végét „groteszkül megfogónak” értékelte.
Újabban inkább dicséretet kapott. James Lovegrove szerint a könyv „a legjobb Bestertől”, Thomas Disch pedig „az 50-es évek egyik legjobb regényének” nevezte. Joe Haldeman megjegyezte: „A mi irányzatunk csupán egy pár zseniális művet hozott létre, és ez egyik közülük”, valamint hozzáadta, hogy el szokta olvasni a könyvet minden két-három évben és még mindig csodálat fogja el. Samuel R. Delany szerint a könyv „sokak szerint a legjobb sci-fi regény valaha is”, Robert Silverberg pedig azt írta, hogy a könyv „mindenkinek a 10 legjobb sci-fi regénye listáján szerepel”.

## Magyarul
- Tigris! Tigris!; ford. Nemes István, átdolg. F. Nagy Piroska; Móra, Bp., 1990 (A sci-fi mesterei)
- Tigris! Tigris!; ford. Nemes István; 2. jav. kiad.; Delta Vision, Bp., 2012 (Mesterművek)